# Blangy-le-Château
Blangy-le-Château là một xã ở tỉnh Calvados, thuộc vùng Normandie ở tây bắc nước Pháp.